# Park Narodowy Manuel Antonio
Park Narodowy Manuel Antonio – jeden z najmniejszych parków narodowych w Kostaryce, będący jednocześnie jednym z najpopularniejszych wśród turystów. Leżący w pobliżu miasta Quepos, na wybrzeżu Kostaryki obejmuje plaże i rafy koralowe, a także dżungle lasów tropikalnych, będącymi siedliskami leniwców, legwanów, małp wiewiórczych i wielu kolorowych ptaków. W 2011 roku został wymieniony przez Forbes, wśród 12 najpiękniejszych parków narodowych na świecie.
Jest miejscem docelowym dla 150 tysięcy turystów rocznie. Na jego niewielkim obszarze (6,83 km²) porusza się 109 gatunków ssaków i 184 gatunki ptaków. 

## Galeria

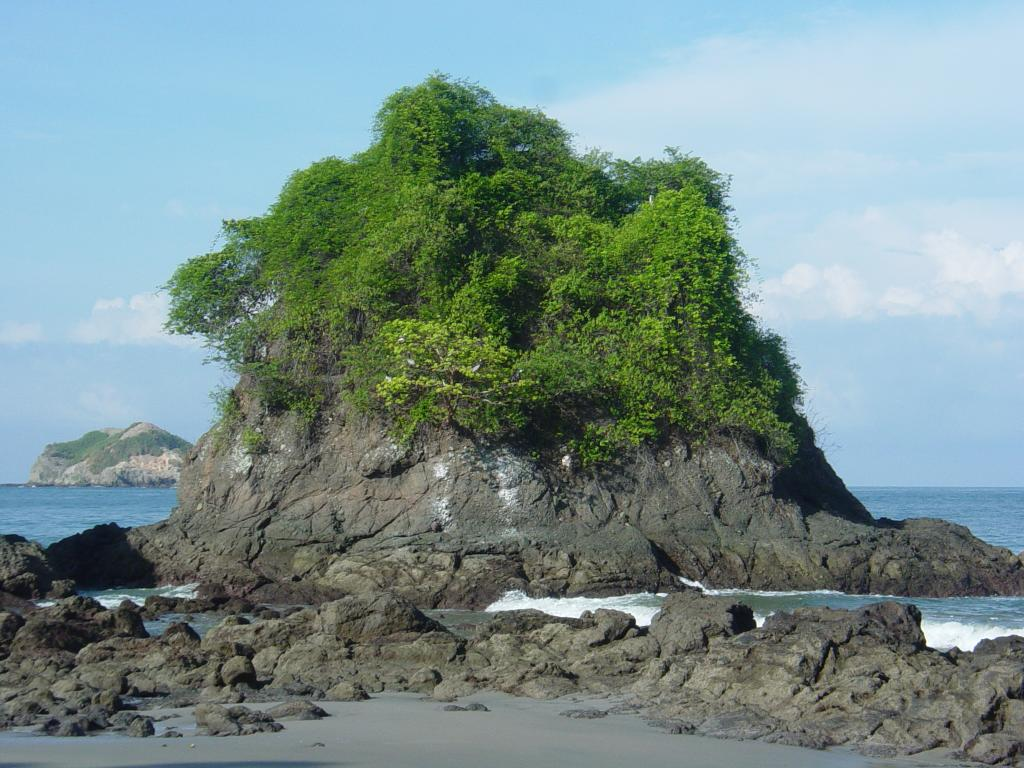
Formacja przybrzeżna
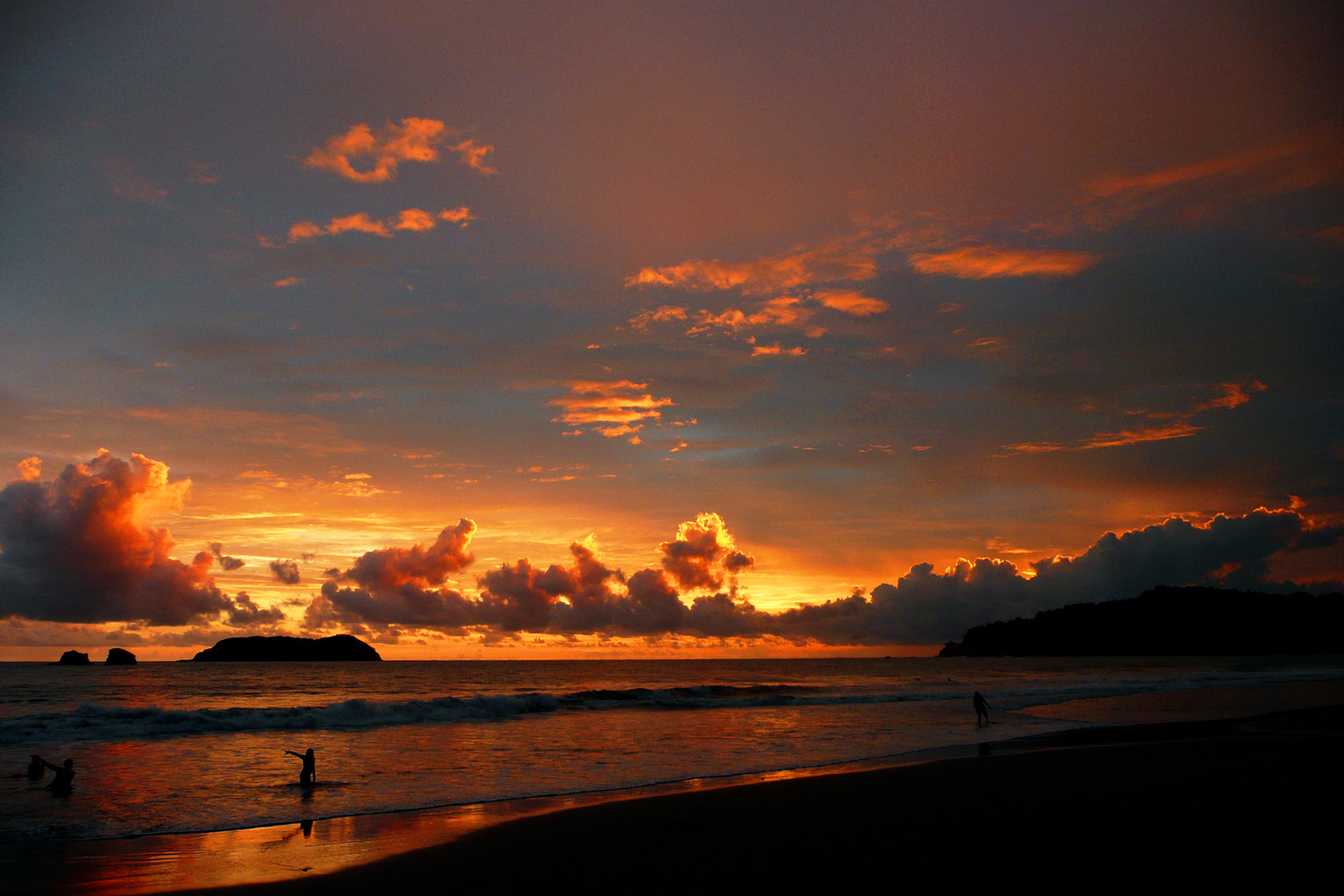
Zachód słońca
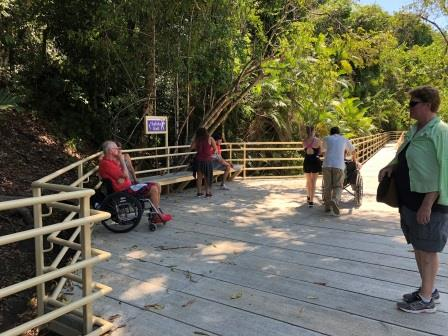
Szlak zapewniający powszechny dostęp
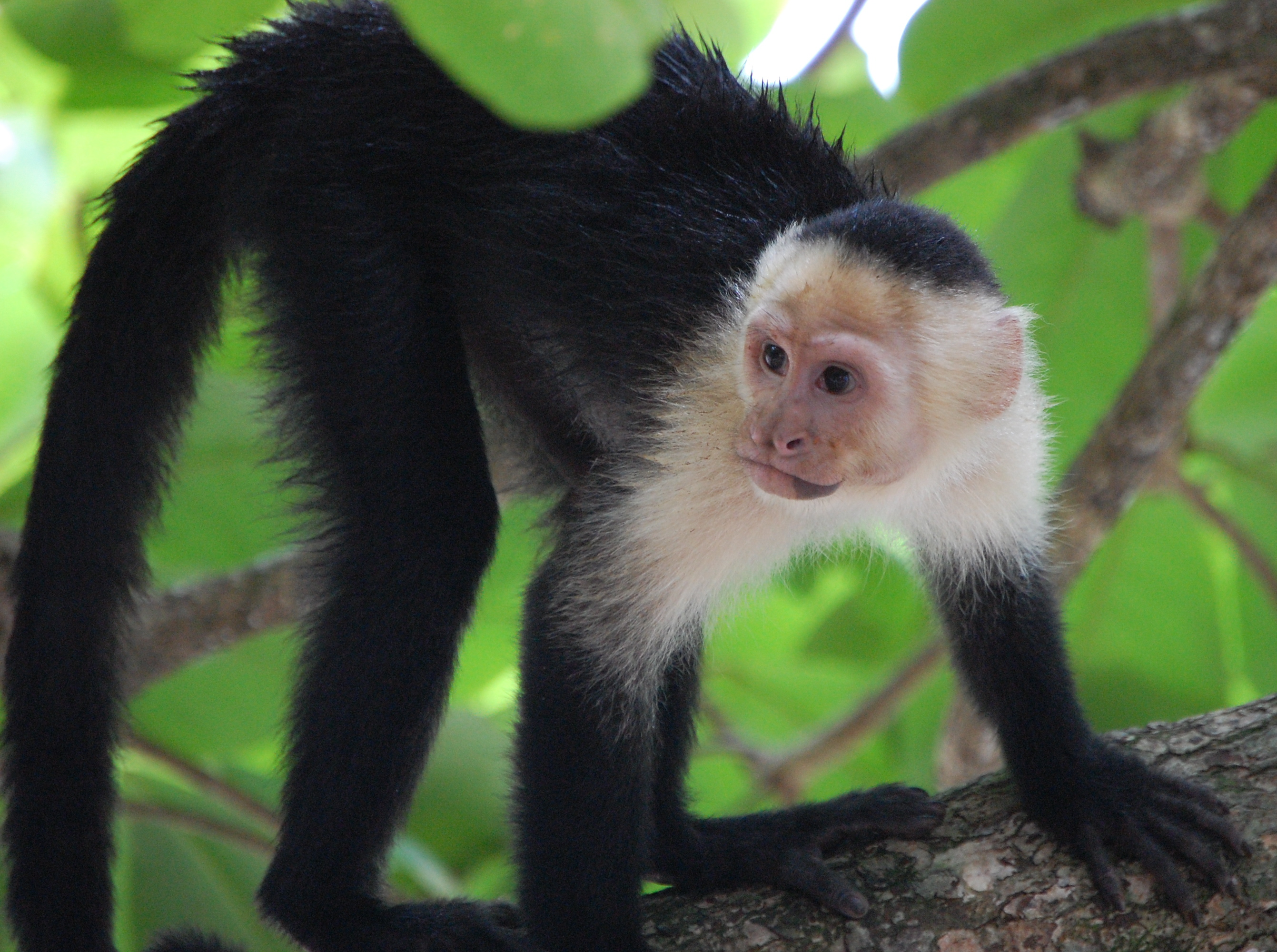
Kapucynka czarno-biała
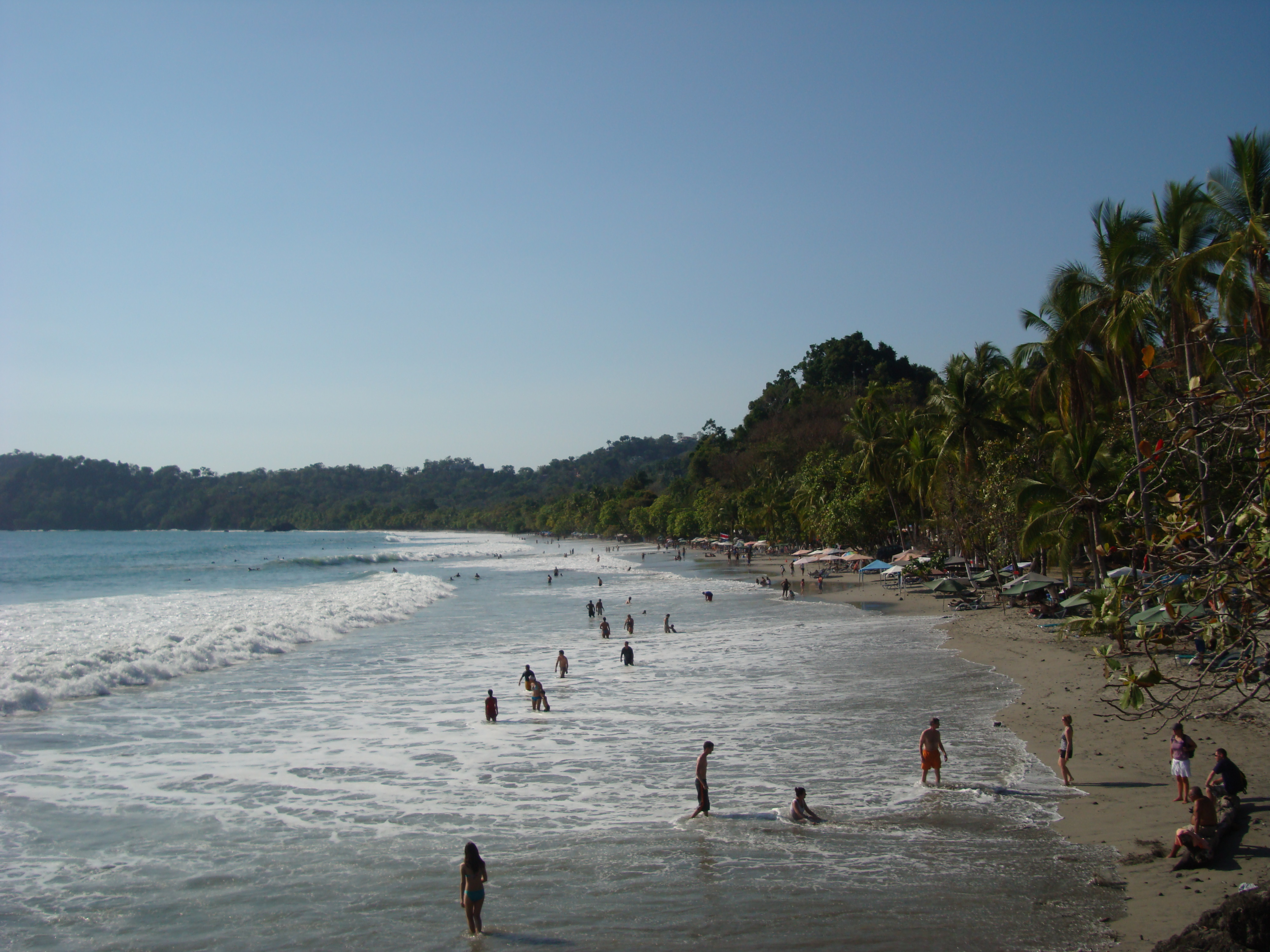
Główna plaża
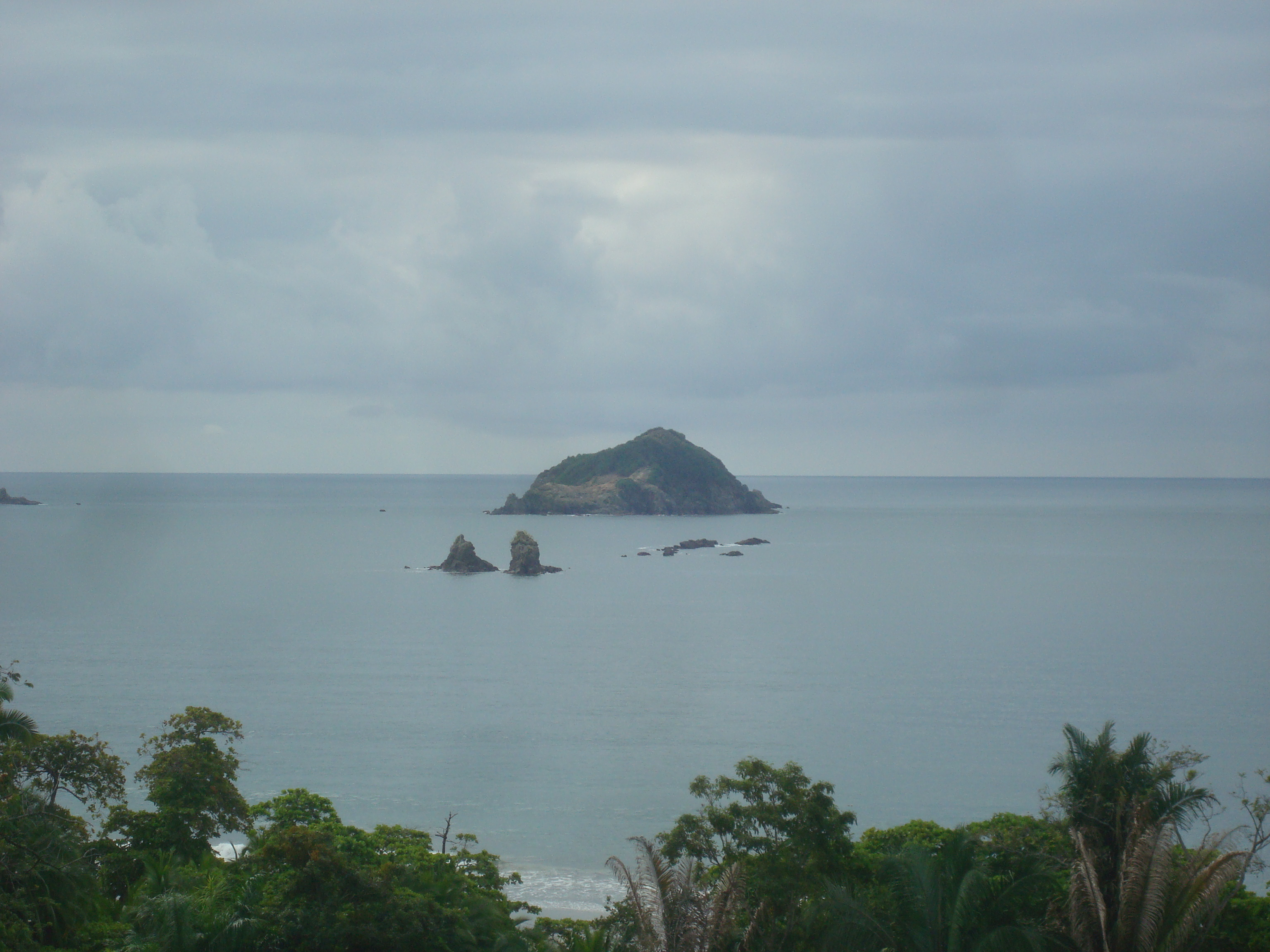
Wyspy Olocuitas i Gemelas
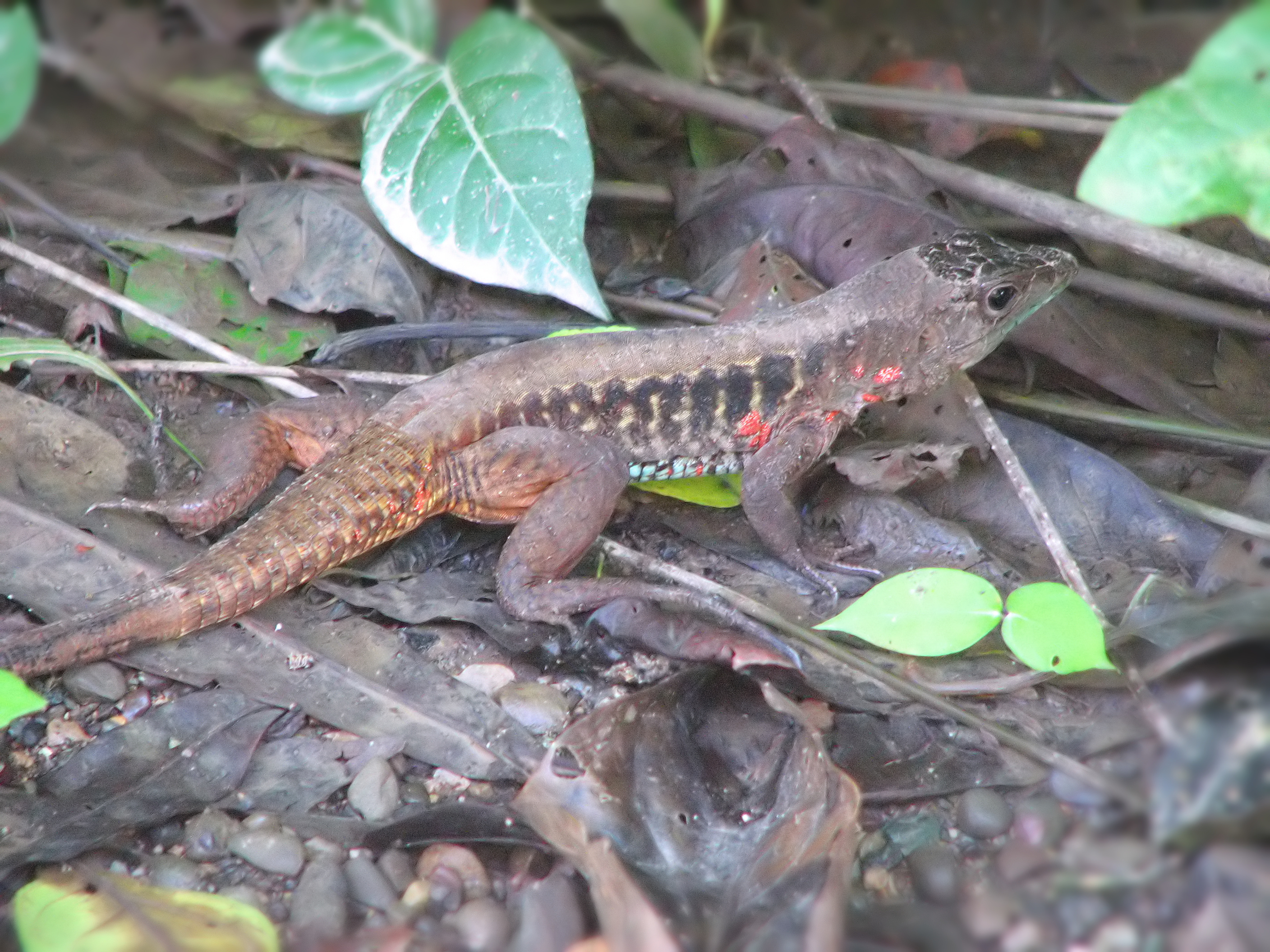
Jaszczurka Holcosus undulatus
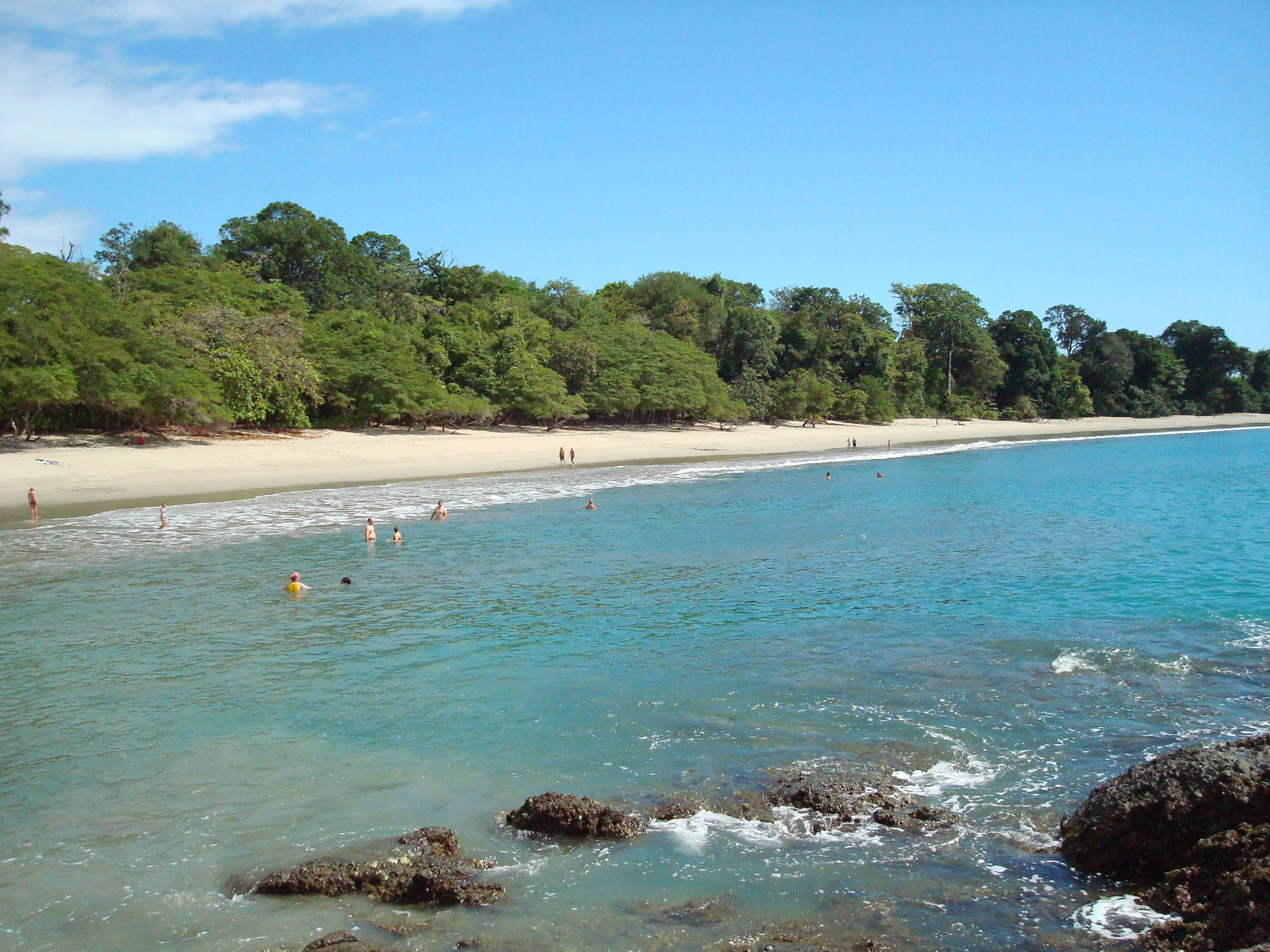
Druga plaża